# Babymetal × Kiba of Akiba
Babymetal × Kiba of Akiba (BABYMETAL×キバオブアキバ?, Babymetal × Kiba obu Akiba) è uno split single del gruppo musicale giapponese idol Babymetal e della band alternative metal giapponese Kiba of Akiba, pubblicato il 7 marzo 2012 dall'etichetta Jūonbu Records, filiale della Toy's Factory.
Per le Babymetal si tratta del secondo singolo estratto dal loro album di debutto eponimo Babymetal, all'interno del quale è contenuto la traccia Ii ne!. Per gli Akiba of Akiba si tratta invece del primo singolo estratto dal loro album di debutto Yeniol, all'interno del quale è contenuto il brano Party @the BBS. Il singolo ha debuttato alla posizione numero 46 della classifica Oricon settimanale, rimanendoci per due settimane.

## Il disco
I membri dei Kiba of Akiba conobbero le Babymetal grazie a un membro dello staff delle Sakura Gakuin. In seguito a quest'incontro, come riferito in un'intervista da Suzuka Nakamoto, i due gruppi decisero di collaborare.
Il singolo contiene in tutto quattro tracce: i brani Ii ne! delle Babymetal e Party @the BBS dei Kiba of Akiba, più le tracce bonus Kimi to anime ga mitai - Answer for Animation With You, cover realizzata dalle Babymetal dell'omonimo brano degli Akiba of Akiba, e Dokidoki morning ver. KoA, cover del brano delle Babymetal realizzata dai Kiba of Akiba.
Secondo il sito Blabbermouth.net il brano Ii ne! «combina il pop con le chitarre del metal estremo, uno o due growl sporadici e delle sfumature di hip hop». Barks descrive l'originale sound della canzone come un avvicendarsi di electronicore, hip hop e melodic death metal. Il debutto dal vivo del brano risale al 9 gennaio 2012, in occasione dell'evento Women's Power 20th Anniversary tenutosi al Shibuya O-West di Tokyo.

## Tracce
1. Babymetal – Ii ne! (いいね！) – 4:10 (testo: Chaos Nakata – musica: Daiki Kasho)
2. Kiba of Akiba – Party@The BBS – 3:42 (Kiba of Akiba)
3. Babymetal – Kimi to anime ga mitai - Answer for Animation with You (feat. Kimi) (君とアニメが見たい) – 4:00 (Kiba of Akiba) – Cover di Animation with You dei Kiba of Akiba
4. Kiba of Akiba – Dokidoki morning ver. KoA (ド・キ・ド・キ☆モーニング) – 2:57 (testo: Nakametal – musica: Norizo, Murakawa Motonari) – Cover di Dokidoki morning delle Babymetal

## Formazione

### Babymetal
- Su-metal - voce
- Yuimetal - cori
- Moametal - cori

### Kiba of Akiba
- Futoshi - voce
- Mora - chitarra
- Mitsuru - basso
- Asai - programmazione, voce
- Vava - batteria
- Koya Aoki - tastiera

## Classifiche
| Classifica (2012)                | Posizione più alta |
| -------------------------------- | ------------------ |
| Giappone (Oricon)                | 46                 |
| Giappone (Oricon indies)         | 3                  |
| Giappone (Billboard)             | 50                 |
| Giappone (Billboard independent) | 11                 |